# Кузьминка 1-я
Кузьминка 1-я — упразднённая деревня в Венгеровском районе Новосибирской области России. Входила в состав Шипицынского сельсовета. Исключена из учётных данных в 2009 г.

## География
Площадь деревни — 4 гектара.

## История
Основана в 1804 г. В 1928 г. состояла из 101 хозяйств, основное население — русские. В административном отношении являлась центром Кузьминского сельсовета Спасского района Барабинского округа Сибирского края.

## Население
| 1926 | 2002 | 2007 |
| ---- | ---- | ---- |
| 477  | ↘0   | →0   |

## Инфраструктура
В посёлке по данным на 2007 год отсутствует социальная инфраструктура.